# 육동백
육동백(陸東百, 1908년 11월 20일 ~ 2007년 6월 11일)은 대한민국의 독립운동가이다. 1990년 건국훈장 애족장을 수여받았다.

## 생애
1908년 충청북도 옥천군 안내면 서대리에서 태어났다. 수원고등농림학교에 재학 중이던 1926년 여름에 항일 결사인 건아단에 가입했다.
광복 후 대한민국 정부에서 산림녹화사업에 참여하였다. 1957년 미국 주재 한국 대사관 농무관으로 근무하였으나, 1961년 5·16 군사 정변 후 해직되었으며, 그 때부터 미국에 거주하였다.
1980년 대한민국 정부로부터 대통령표창을 수여받았으며, 1990년 건국훈장 애족장을 수여받았다.
2007년 5월 미국 버지니아 공대에서 총기 난사 사건이 벌어지자, 버지니아 공대 총장에게 위로 메시지를 전달하기 위해 플로리다 자택에서 승용차를 몰고 나섰다가 교통사고를 당하였으며, 한 달간 투병하다가 2007년 6월 11일 별세하였다.